# 酒井大作
酒井 大作（さかい だいさく、1982年3月12日 - ）は、大阪府大阪市出身のオートバイ・ロードレースライダー、実業家。鈴鹿4時間耐久ロードレース最年少優勝。全日本ロードレース選手権最年少優勝。2003年よりカワサキの販売会社チームのチームグリーンよりST600クラスに参戦。鈴鹿サーキットレーシングスクール出身。実家は鰻卸業「うなぎ卸本舗川善」で、自身も鰻料理店「うな次郎」を大阪市内に経営。

## 人物
実家が経営する鰻屋の従業員が持っていたポケバイがきっかけで幼少時にバイクと出会う。
1995年、13歳でSP鈴鹿4時間耐久ロードレースで最年少優勝する。その実績から国際ライセンスに昇格し、全日本ロードレース選手権第7戦鈴鹿大会でのデビュー戦で9位獲得。
1996年全日本ロードレース選手権第10戦TIサーキット英田GP125で最年少優勝。若手ライダーの選抜・育成するために設立された鈴鹿レーシングスクールを同年卒業。
1999年よりGP250参戦。8戦7勝するなどヤマハTZが優位だった2001年に、TIサーキット英田で雨のレースを制す。
2002年、雨のレースとなったロードレース世界選手権開幕戦日本グランプリ・鈴鹿で2位入賞。
2003年、カワサキの販売会社が運営するチームグリーンに移籍してクラスをST600に変更する。このことは、長年ホンダ系チームに在籍していたことや、レース専用の2ストロークマシン（GP250/GP125）を乗り続けてきたことから、予想する声は皆無だった。
2005年第4戦オートポリスでのST600初優勝を含む2勝でランキング8位となった。
2001年創設された同クラスでのカワサキ車の優勝はこの2勝のみである。
2007年ヨシムラジャパンより全日本ロードレースJSB1000クラスに参戦。

## 戦歴
- 1995年 - SP鈴鹿4時間耐久ロードレース優勝（山本琢磨ホンダNSR250RSP）
- 1996年 - 全日本ロードレース選手権GP125ランキング15位
- 1997年 - 全日本ロードレース選手権GP125ランキング8位
- 1998年 - 全日本ロードレース選手権GP125ランキング14位
- 1999年 - 全日本ロードレース選手権GP250ランキング9位（エンデュランス／NER）
- 2000年 - 全日本ロードレース選手権GP250ランキング7位（エンデュランス／NER）
- 2001年 - 全日本ロードレース選手権GP250ランキング5位（エンデュランス／RS250R）

鈴鹿8時間耐久ロードレース8位（野田弘樹／ウイダーホンダ学園DDBOYS／VTR1000 SP-1）
- 2002年 - 全日本ロードレース選手権GP250ランキング11位（エンデュランス／RS250）

ロードレース世界選手権日本グランプリ2位（ホンダ）
- 2003年 - 全日本ロードレース選手権ST600ランキング4位（チームグリーン／ZX-6RR）
- 2004年 - 全日本ロードレース選手権ST600ランキング3位（チームグリーン／ZX-6RR）

鈴鹿8時間耐久ロードレースリタイヤ（清水和樹／ビート・モチュール・ジパツー／ZX-10R）
- 2005年 - 全日本ロードレース選手権ST600ランキング8位（2勝:AP、鈴鹿／チームグリーン／ZX-6RR）
- 2006年 - 全日本ロードレース選手権ST600ランキング3位（チームグリーン／ZX-6RR）
- 2007年 - 全日本ロードレース選手権JSB1000ランキング3位（ヨシムラ・スズキ／GSX-R1000）

鈴鹿8時間耐久ロードレース4位（渡辺篤／ヨシムラ・スズキ／GSX-R1000）
- 2008年 - 全日本ロードレース選手権JSB1000ランキング6位（ヨシムラ・スズキ／GSX-R1000）

鈴鹿8時間耐久ロードレース2位（渡辺篤／ヨシムラ・スズキ／GSX-R1000）
- 2009年 - 全日本ロードレース選手権JSB1000ランキング2位（ヨシムラ・スズキ／GSX-R1000）

鈴鹿8時間耐久ロードレース優勝（徳留和樹／青木宣篤／ヨシムラ・スズキ／GSX-R1000）
- 2010年 - 鈴鹿8時間耐久ロードレース6位（ポールポジション獲得）（青木宣篤／加賀山就臣／ヨシムラ・スズキ／GSX-R1000）
- 2010年 - スーパーバイク世界選手権第5戦スポット参戦しレース1＝リタイア レース2＝DNS ヨシムラ・スズキ スズキ・GSX-R1000
- 2011年 - FIM世界耐久選手権ワールドチャンピオン（スズキ･エンデュランス･レーシング・チーム／GSX-R1000）

鈴鹿8時間耐久ロードレース9位（スズキ･エンデュランス･レーシング・チーム／GSX-R1000）
全日本ロードレース選手権ST600ランキング11位